# Rushcliffe
Rushcliffe ist ein Verwaltungsbezirk mit dem Status eines Borough in der Grafschaft Nottinghamshire in England. Verwaltungssitz ist die Stadt West Bridgford; weitere bedeutende Orte sind Bingham, East Leake, Keyworth, Radcliffe on Trent und Ruddington.
Der Bezirk wurde am 1. April 1974 gebildet und entstand aus der Fusion des Urban District West Bridgford, des Rural District Bingham und eines Teils des Rural District Basford.